# La Chartre-sur-le-Loir
La Chartre-sur-le-Loir est une commune française, située dans le département de la Sarthe en région Pays de la Loire, peuplée de 1 370 habitants.
Cette commune, traversée par le Loir, vit principalement de l'agriculture et du tourisme. Quelques industries y demeurent comme l'usine Rustin, du nom de l'inventeur de la rustine.
À flancs de coteaux, La Chartre-sur-le-Loir se situe dans une zone viticole avec entre autres les AOC jasnières et coteaux-du-loir. La commune fait partie de la province historique du Maine, et se situe dans le Haut-Maine.
Le tourisme y devient une activité importante avec le développement des gîtes ainsi que du tourisme de plein air sur le camping municipal. La région, réputée entre autres pour ses châteaux de la Loire, se diversifie et s'ouvre à de nouvelles activités centrées sur le tourisme (pêche, promenade, sports nautiques, expositions, dégustations…).

## Géographie
La vallée du Loir bénéficie d'une situation exceptionnelle, à 50 km au nord de la vallée de la Loire et à 220 km au sud-ouest de Paris (2 h 30 en voiture ou 42 min en TGV). Elle se situe à proximité de quatre villes de plus de 100 000 habitants : Le Mans, Tours, Angers et Orléans. C'est une zone rurale préservée, encadrée par un réseau performant de liaisons routières, autoroutières et ferroviaires.
| Lhomme | Lhomme                                      | Ruillé-sur-Loir                     |
| Marçon | La Chartre-sur-le-Loir                      | Tréhet (Loir-et-Cher)               |
| Marçon | Marçon, Villedieu-le-Château (Loir-et-Cher) | Villedieu-le-Château (Loir-et-Cher) |

### Climat
Pour des articles plus généraux, voir Climat des Pays de la Loire et Climat de la Sarthe.
En 2010, le climat de la commune est de type climat océanique dégradé des plaines du Centre et du Nord, selon une étude du CNRS s'appuyant sur une série de données couvrant la période 1971-2000. En 2020, Météo-France publie une typologie des climats de la France métropolitaine dans laquelle la commune est exposée à un climat océanique altéré et est dans la région climatique  Moyenne vallée de la Loire, caractérisée par une bonne insolation (1 850 h/an) et un été peu pluvieux. 
Pour la période 1971-2000, la température annuelle moyenne est de 10,9 °C, avec une amplitude thermique annuelle de 13,9 °C. Le cumul annuel moyen de précipitations est de 711 mm, avec 11,1 jours de précipitations en janvier et 7,2 jours en juillet. Pour la période 1991-2020, la température moyenne annuelle observée sur la station météorologique de Météo-France la plus proche, sur la commune de Saint-Christophe-sur-le-Nais à 15 km à vol d'oiseau, est de 12,1 °C et le cumul annuel moyen de précipitations est de 682,2 mm,. Pour l'avenir, les paramètres climatiques de la commune estimés pour 2050 selon différents scénarios d'émission de gaz à effet de serre sont consultables sur un site dédié publié par Météo-France en novembre 2022.

## Urbanisme

### Typologie
Au 1er janvier 2024, La Chartre-sur-le-Loir est catégorisée bourg rural, selon la nouvelle grille communale de densité à sept niveaux définie par l'Insee en 2022.
Elle appartient à l'unité urbaine de La Chartre-sur-le-Loir, une agglomération intra-départementale regroupant deux  communes, dont elle est ville-centre,,. La commune est en outre hors attraction des villes,.

### Occupation des sols
L'occupation des sols de la commune, telle qu'elle ressort de la base de données européenne d’occupation biophysique des sols Corine Land Cover (CLC), est marquée par l'importance des territoires agricoles (69,6 % en 2018), en diminution par rapport à 1990 (73,6 %). La répartition détaillée en 2018 est la suivante : 
prairies (35,5 %), terres arables (25,7 %), zones urbanisées (16,2 %), zones agricoles hétérogènes (8,4 %), forêts (6,1 %), eaux continentales (5,2 %), zones industrielles ou commerciales et réseaux de communication (3 %). L'évolution de l’occupation des sols de la commune et de ses infrastructures peut être observée sur les différentes représentations cartographiques du territoire : la carte de Cassini (XVIIIe siècle), la carte d'état-major (1820-1866) et les cartes ou photos aériennes de l'IGN pour la période actuelle (1950 à aujourd'hui).

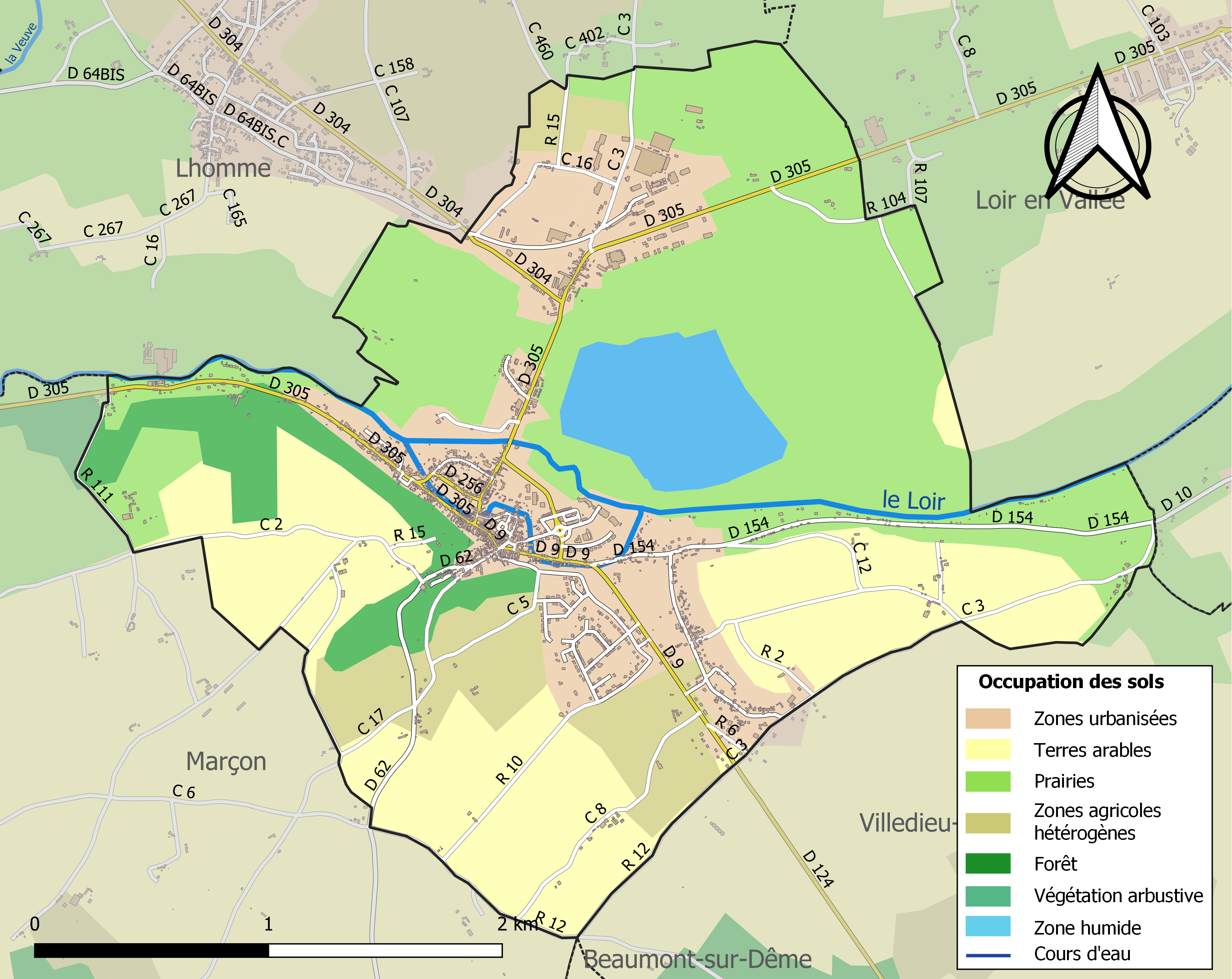
Carte des infrastructures et de l'occupation des sols de la commune en 2018 (CLC).

## Toponymie
Le nom de la localité est attesté sous la forme castrum Carceris vers 1045,. Le toponyme est issu l'ancien français chartre, « prison », du latin carcer,.
Le locatif -sur-le-Loir est ajouté en 1891.
Le gentilé est Chartrain.

## Histoire
Au Moyen Age, la seigneurie de La Chartre (aussi dite La Châtre ou Chartres-sur-le-Loir) appartint aux barons de Mayenne (avec Gorron et Lassay), au moins depuis Geoffroy II et sa femme Mahaut/Mathilde d'Alluyes-au-Perche-Gouët — puisque cette dernière est dite dame de La Chartre en 1090 — avant de passer aux comtes de Vendôme-Montoire (Pierre Ier, né vers 1200-mort croisé en 1249 à Chypre, marié à Jeanne Gervaise de Mayenne (morte en 1246), fille de Juhel III). Et plus particulièrement à la branche, venue d'un fils cadet du comte Pierre et de Jeanne de Mayenne, Geoffroy de Vendôme, mort après 1311, seigneur de La Chartre, Gorron et Lassay. Les descendants de Geoffroy, par des mariages, héritèrent plus tard de Bossart (Beaussart, Boussard) à Senonches, de Villepreux, du vidamé de Chartres avec La Ferté et Meslay, et de Chabanais et Confolens. Les sires de La Chartre, princes de Chabanais et vidames de Chartres, continuèrent dans les descendants de Geoffroy de Vendôme jusqu'à François de Vendôme (1523-1560) et son cousin germain Jean de Ferrières de Maligny (mort vers 1585).
Puis tous ces fiefs sont bientôt aliénés : le vidame Jean de Ferrières cède La Chartre dès 1572 à Jacqueline de La Trémoïlle-Thouars (morte en 1599), fille de François et femme de Louis IV de Bueil comte de Sancerre. On retrouve ensuite la baronnie de La Chartre, vers 1601, aux mains de François d'Amboise (1550-1619), riche magistrat et poète ; puis en 1618 dans celles de Pierre de Rebuffé de Beauregard (mort vers 1621) et de sa femme Valentine d'Al(e)many (jusqu'en 1627), dame de la reine-mère Marie de Médicis, remariée veuve à Henri du Blé d'Uxelles et Cormatin.
La famille de Courtoux l'acquiert alors : Louis de Courtoux (né en 1583) est baron de la Chartre en 1631 ; il était le fils de Jacques de Courtoux  seigneur de Lhomme (mort en 1614), et l'époux en 1609 de la cousine germaine du président René de Longueil de Maisons, Geneviève de Longueil du Rancher ; puis en 1639 leur fils Jacques (mort en  1685), époux de Catherine de La Touche ; parents de Marc-Antoine (né en 1643), baron de La Chartre en 1685-1702, mari en 1671 d'Anne de Gennes ; leur fille Catherine de Courtoux (morte vers 1758) apporte la baronnie de La Chartre à son mari Anne-Nicolas-Robert de Courtoux, marié en 1697 (fils de Nicolas-Robert de Courtoux, mort vers 1733). Ce dernier devient le premier marquis de La Chartre dès avril 1697. Puis Catherine de Courtoux, veuve et sans postérité, cède La Chartre en 1740 ou 1758 à son neveu Marc-Antoine-François Le Pellerin, marquis de Gauville (1701/1703-1772, frère aîné de Louis-Charles Le Pellerin du Rouvre), mari de Magdeleine Le Gendre en 1740, fils de Jean Le Pellerin de Gauville et de la sœur de Catherine de Courtoux, Anne-Marguerite de Courtoux (1672-1750, Anne-Marguerite s'était mariée à Jean Le Pellerin en 1700). La Chartre passe en 1771 à la fille du marquis François et de Madeleine Le Gendre, Marguerite Le Pellerin de Gauville (1743-1810, sœur cadette de Marc-Antoine-Louis né en 1741). Elle épouse en 1761 Anne-Charles-Claude Bonnin de La Bonninière, marquis de Beaumont-la-Ronce, seigneur de Lhomme avec le château de La Gidonnière. Le marquis Anne-Charles-Claude de La Bonninière (1738-1832) émigre à la Révolution, mais pas son fils André (1761-1821 ou 1838). Les deux se rallieront à l'Empire, Anne-Claude devenant même comte en 1813.
Aux confins du Bas-Vendômois et du Haut-Maine, La Chartre contrôlait un passage sur le Loir, avec une fonction d'échange et de commerce au croisement de l'axe nord-sud Le Mans-Tours (rues des Déportés, de la Madeleine et de la Pléiade) et des voies du val de Loir (rues Nationale et de Châtillon) qui joignent Château-du-Loir, Le Lude et La Flèche à l'ouest, Montoire et Vendôme à l'est, et qui, au-delà, permettent de gagner Angers, Blois, Orléans sur la Loire, ou Chartres sur l'Eure. Le site est formé de grandes îles entre les bras du Loir bordés par des terrasses alluviales, proches de la rivière au sud, nettement plus éloignées au nord (coteau viticole de Jasnières entre Lhomme et Ruillé).
Le bourg était défendu par des fossés, trois portes fortifiées et le château fort — en fait une tour hexagonale remontant au XIe siècle, détruite à la fin du XVIIIe siècle — porté par une des deux collines (mottes) posées sur le coteau surplombant la ville au sud du Loir, sans qu'il n'en reste rien d'époque ; la tour néogothique actuelle, coiffée d'une statue dorée de Jeanne d'Arc, élevée en hommage aux morts de la Première Guerre mondiale, datant de 1921.
Il y avait trois prieurés-cures (Saint-Nicolas, Saint-Vincent, la Madeleine), ainsi que l'ancienne église paroissiale Saint-Vincent et la chapelle castrale Notre-Dame. Un Hôtel-Dieu existait au pont de la Madeleine, et une maladrerie a donné son nom à une rue de la sortie nord
La Chartre sort exsangue et ruinée de la Guerre de Cent Ans et le roi Charles VIII lui accorde quatre foires annuelles en 1496 pour se remettre. Aux XVIIe et XVIIIe siècles — de 1631 à la moitié du XVIIIe siècle — la famille seigneuriale de Courtoux joue un rôle bénéfique, et Jacques, baron en 1639-85, aménage une halle-auditoire de justice sur la grand-place, actuelle place de la République, où se trouvait le four banal et se tenaient marchés, foires et fêtes. L'économie chartraine, pour l'artisanat et l'industrie, dépendait largement du Loir, avec des moulins — comme le Grand-Moulin banal, rue de Syke — des tanneries avec séchoirs à tan, des lavoirs et de la batellerie.
Aux XIXe et XXe siècles, La Chartre se modernise et se densifie avec de plus en plus d'équipements : un hôtel de ville en 1844, la Caisse d'épargne en 1898 (devenue l'hôtel de ville un siècle après), des écoles, une nouvelle église Saint-Vincent en 1834, la gare du Paris-Bordeaux en 1879 dans le faubourg nord, le tramway vers le Mans en 1884, et l'usine Louis-Rustin (le Petit-Moulin de Crousilles sur la route de Marçon, à l'ouest, devenu une filature de coton au XIXe siècle puis la célèbre usine de rustines en 1934).

## Politique et administration

### Liste des maires
| Période                                  | Période   | Identité        | Étiquette | Qualité             |
| ---------------------------------------- | --------- | --------------- | --------- | ------------------- |
| 1989                                     | mars 2008 | Michèle Pissot  |           |                     |
| mars 2008                                | En cours  | Jean-Luc Combot |           | Chirurgien dentiste |
| Les données manquantes sont à compléter. |           |                 |           |                     |

Le conseil municipal est composé de quinze membres dont le maire et quatre adjoints.

#### Jumelages
- Syke (Allemagne) depuis 1973.
- Branston (Royaume-Uni) depuis 1999.

## Population et société

### Démographie
L'évolution du nombre d'habitants est connue à travers les recensements de la population effectués dans la commune depuis 1793. Pour les communes de moins de 10 000 habitants, une enquête de recensement portant sur toute la population est réalisée tous les cinq ans, les populations de référence des années intermédiaires étant quant à elles estimées par interpolation ou extrapolation. Pour la commune, le premier recensement exhaustif entrant dans le cadre du nouveau dispositif a été réalisé en 2007.
En 2022, la commune comptait 1 370 habitants, en évolution de −4,86 % par rapport à 2016 (Sarthe : −0,25 %, France hors Mayotte : +2,11 %).
La Chartre-sur-le-Loir a compté jusqu'à 1 973 habitants en 1911.
| 1793  | 1800  | 1806  | 1821  | 1831  | 1836  | 1841  | 1846  | 1851  |
| ----- | ----- | ----- | ----- | ----- | ----- | ----- | ----- | ----- |
| 1 234 | 1 551 | 1 566 | 1 480 | 1 628 | 1 620 | 1 613 | 1 600 | 1 622 |

| 1856  | 1861  | 1866  | 1872  | 1876  | 1881  | 1886  | 1891  | 1896  |
| ----- | ----- | ----- | ----- | ----- | ----- | ----- | ----- | ----- |
| 1 580 | 1 578 | 1 564 | 1 503 | 1 525 | 1 502 | 1 615 | 1 583 | 1 624 |

| 1901  | 1906  | 1911  | 1921  | 1926  | 1931  | 1936  | 1946  | 1954  |
| ----- | ----- | ----- | ----- | ----- | ----- | ----- | ----- | ----- |
| 1 654 | 1 676 | 1 973 | 1 841 | 1 754 | 1 662 | 1 649 | 1 720 | 1 630 |

| 1962  | 1968  | 1975  | 1982  | 1990  | 1999  | 2006  | 2007  | 2012  |
| ----- | ----- | ----- | ----- | ----- | ----- | ----- | ----- | ----- |
| 1 649 | 1 800 | 1 826 | 1 741 | 1 669 | 1 547 | 1 497 | 1 484 | 1 466 |

| 2017  | 2022  | - | - | - | - | - | - | - |
| ----- | ----- | - | - | - | - | - | - | - |
| 1 425 | 1 370 | - | - | - | - | - | - | - |

### Sports et loisirs
Le Football Club Val du Loir fait évoluer trois équipes de football en divisions de district.

## Économie
- BBA, fabricant d'accessoires pour uniformes[33].
- Usine Rustin à Crousilles depuis 1934.
- Radiateurs Industrie (groupe BDR Thermea).
- Camping du Vieux Moulin, ouvert d'avril à octobre.
- Viticulture.
- CCA (Audax), fabricant de haut-parleur.

## Culture locale et patrimoine

### Lieux et monuments
- Église Saint-Vincent du XIXe siècle, de style néo-classique. Ses vitraux sont de la fin du XIXe siècle. Elle fait l'objet d'une inscription au titre des Monuments historiques depuis le 8 octobre 2007[34].
- Mottes féodales. Distantes de 150 mètres et séparées par un fossé, elles sont situées sur le rebord du coteau. La première, dite le Tertre des Manceaux, mesure 45 mètres de diamètre à sa base et a une hauteur de 8 à 10 mètres. Située à la pointe du coteau, elle est protégée sur trois de ses côtés par les pentes naturelles d'une vingtaine de mètres de hauteur. La motte était surmontée d'une tour hexagonale détruite et remplacée par une tour ronde, la tour Jeanne d'Arc (1921), abritant un monument aux morts des deux guerres mondiales du XXe siècle[35]. La seconde motte, dite La Motte Rouge, mesure 200 mètres de circonférence pour 65 mètres de diamètre et une hauteur variant de 10 à 15 mètres au-dessus du plateau. Elle est ceinte d'un fossé dont la largeur varie, au fond, entre 4 et 6 mètres. Sur son côté sud s'ouvrent deux caves qui semblent datées de la Première Guerre mondiale[36].

### Personnalités liées à la commune
- François d'Amboise (1550-1619), baron de La Chartre.
- Georges Touchard-Lafosse (1780 à La Chartre - 1847), journaliste, éditeur et antiquaire.
- Modeste Gruau de La Barre (1795 à La Chartre - 1883), homme de loi et auteur.
- Louis Rustin (1880-1954) : La Rustine est une marque déposée. Louis Rustin est le père de cette petite pastille de caoutchouc destinée à réparer, vite et bien, les chambres à air, sans avoir à les vulcaniser. La prouesse, c’est la couche auto-collante de la rondelle. Les brevets de la Rustine sont déposés en 1922. En 1934, il quitte son atelier de rechapage parisien et s’installe à la Chartre-sur-le-Loir, dans une ancienne usine de filature, qui avait l’avantage de se trouver au bord de l’eau… Le moulin fournissait le courant, et l’amateur de pêche qu’était Louis Rustin était comblé[37].
- Jeanne Bourin (1922-2003), écrivaine, est originaire de La Chartre-sur-le-Loir par sa mère. Une place du bourg porte aujourd'hui son nom.
- Gérard Chasseguet (1930 à La Chartre-sur-le-Loir - 2025), homme politique.

### Héraldique
| Armes de La Chartre-sur-le-Loir | Les armes de la commune de La Chartre-sur-le-Loir se blasonnent ainsi : D'azur au navire d'or surmonté de deux crosses du même. |